# When you dance I can really love
When you dance I can really love is een lied van Neil Young dat hij in 1971 uitbracht op een single. Op de B-kant verscheen meestal Sugar mountain, zoals in de VS. In sommige landen was dat ook wel After the gold rush en in Griekenland Cinnamon girl.
De single bereikte nummer 93 in de VS (Billboard Hot 100) en 54 in Canada. Het lied verscheen een jaar eerder op het album After the gold rush. Als elektronisch rocknummer wijkt het af van de rest op het album dat vooral uit akoestische folkrock bestaat. Ook kwam het terug op zijn verzamelwerk The archives vol. 1 1963-1972 (2009).
De tekst van het nummer gaat erover dat een dans een ander kan verleiden tot de liefde. Het nummer zelf leent zich ook goed als dansmuziek. In dit nummer wordt hij bijgestaan door Crazy Horse die vaker zijn begeleidingsband was.
Er verschenen in de loop van de tijd enkele covers van het nummer, zoals van Anne Richmond Boston (Big house of time, 1990), Big Sugar (Borrowed tunes - A tribute to Neil Young, 1994), Continental Drifters (This note's for you too!: A tribute to Neil Young, 1999) en You Should Play in a Band (You should play in a band, 2006).